# NGC 4909
NGC 4909 је спирална галаксија у сазвежђу Кентаур која се налази на NGC листи објеката дубоког неба.
Деклинација објекта је - 42° 46' 18" а ректасцензија 13h 2m 1,7s. Привидна величина (магнитуда) објекта NGC 4909 износи 12,7 а фотографска магнитуда 13,6. NGC 4909 је још познат и под ознакама ESO 269-35, MCG -7-27-28, FAIR 462, AM 1259-423, DCL 463, PGC 44949.